# Рааге
Рааге (фін. Raahe; до здобуття Фінляндією незалежності Брагестад, швед. Brahestad) — місто у Фінляндії, у губернії (ляні) Оулу, на березі Ботнічної затоки. Населення 22,4 тис. осіб (2007).

## Історія
Брагестад заснував 1649 р. граф Пер Браге молодший, шведський генерал-губернатор Фінляндії. Спочатку місто було дерев'яним, і нині його історичний центр — один з десяти збережених старовинних фінських дерев'яних міст. Після руйнівної пожежі 1810 р. Брагестад відбудували за новим генеральним планом, який зменшував небезпеку таких пожеж.

## Економіка
У Рааге розташований п'ятий за величиною товарообігу міжнародний порт Фінляндії, що має і нафтовий термінал. Тут також розміщено один з найбільших у Фінляндії металургійних заводів «Раутарууккі».

## Міста-побратими
Рааге є побратимом з:
- Шеллефтео, Швеція, з 1946
- Løgstør, Данія, з 1946
- Берген, Норвегія, з 1946
- Череповець, Росія, з 1968
- Кошиці, Словаччина, з 1987
- Vårgårda, Швеція
- Кулламаа, Естонія